# Bradyrhizobium oligotrophicum
Bradyrhizobium oligotrophicum (лат.) — азотфиксирующая бактерия из рода Bradyrhizobium, которую впервые выделили из почвы залитых рисовых полей в префектуре Мияги, Япония. Типовые штаммы: ATCC 43045, DSM 12412, Hattori strain S58, JCM 1494, LMG 10732, NCIMB 12151.